# Брајсес Крек (Северна Каролина)
Брајсес Крек (енгл. Brices Creek) насељено је место без административног статуса у америчкој савезној држави Северна Каролина.

## Демографија
По попису из 2010. године број становника је 3.073, што је 1.013 (49,2%) становника више него 2000. године.
| Група             | 2000.         | 2010.         |
| Белци             | 1.798 (87,3%) | 2.692 (87,6%) |
| Афроамериканци    | 233 (11,3%)   | 263 (8,6%)    |
| Азијати           | 5 (0,2%)      | 22 (0,7%)     |
| Хиспаноамериканци | 15 (0,7%)     | 46 (1,5%)     |
| Укупно            | 2.060         | 3.073         |